# 西南学院中学校・高等学校
西南学院中学校・高等学校（せいなんがくいんちゅうがっこう・こうとうがっこう）は、福岡県福岡市早良区百道浜にあるキリスト教系の私立中学校・高等学校である。略称は、「西南」（せいなん）。中高一貫教育と高等学校の外部募集を併施している。

## 概要
1916年（大正5年）に南部バプテスト連盟の宣教師C・K・ドージャーによって設立された私立中学西南学院（旧制中学）を前身とする。
自由で自主性を尊ぶ校風であり、キリスト教教育を基盤とする。
創立以来男子校であったが、1994年に高校を、1996年に中学を共学化した。また、かつての校舎は早良区西新にあったが、2003年に早良区百道浜に移転・統合された。旧校地で使用されていた講堂は、W・M・ヴォーリズによる設計であり、福岡市の有形文化財に指定されている（現在は、西南学院大学博物館として使用されている）。

## 建学の精神
"Seinan, Be True To Christ"　(西南よ、キリストに忠実なれ)
創立者のC・K・ドージャーが臨終に際して遺した言葉であり、チャペルにも、この言葉が刻まれている。

## 教育
西南学院の使命は、「キリストに忠実なれ」に基づき、真理の探求および優れた人格の形成に励み、地域社会および国際社会に奉仕する創造的な人格を育てることである。
聖書の教えを土台としたグローバル教育に力を入れている。
聖書の授業が設けられており、聖書を通してキリスト教社会の価値観に触れ、生き方や倫理観について学ぶことができる。
朝のホームルームの時間に、教室での短い礼拝の時間があり、週に1度チャペルでの礼拝を行う（中学校は全学年、高校では学年ごと）。
英書の多読が奨励され、全生徒に対してオンライン英会話のカリキュラムが組まれており、外国人講師と1対1で英会話を行い実践的な英語力を育む。春休みに行われる「Seinan Peace Making Program」（中等部3年生・希望制）では生徒5人に対し1人の割合で、オックスフォード大学やケンブリッジ大学の学生などによるディスカッションや発表の指導が行われる。
毎年さまざまな国から留学生（長期）やホームステイ（短期）を受け入れており、同じ教室で授業を受ける。海外へ留学する生徒へのサポートも充実しており、毎年10名弱の生徒が海外留学している。
週5日制。高校では、2年から文系・理系の2コースに分かれ、3年から文I・文II・理の3つに分かれる。
2023年から、中学合同で体育祭が実施される。

## 沿革
- 1916年 アメリカ南部バプテスト連盟宣教師C・K・ドージャーが創立者となり、福岡市大名町に私立西南学院を創立
- 1916年 私立中学西南学院と改称
- 1918年 福岡市西新町（現・西南学院大学東キャンパス）に移転
- 1920年 旧講堂（ウィリアム・メレル・ヴォーリズ建築）献堂式 旧講堂（現・西南学院大学博物館）
- 1921年 高等学部（現・西南学院大学）の開設に伴い西南学院中学部と改称
- 1931年 リンドバーグ夫妻来訪
- 1937年 ヘレン・ケラー来訪
- 1947年 学制改革により西南学院中学部を西南学院中学校と改称
- 1948年 学制改革により西南学院高等学校と改称
- 1986年 キング牧師夫人コレッタ・スコット・キング来訪
- 1994年 高等学校男女共学へ移行
- 1996年 中学校男女共学・中高6年一貫へ移行
- 1999年 高等学校中高一貫初年度生入学
- 2003年 西南学院中学校・高等学校、百道浜の現在地に移転現校地（百道浜）
- 2010年 西南学院小学校設置
- 2016年 西南学院創立100周年記念式典開催
- 2020年 ｢中村哲先生 追悼の集い｣開催
- 2021年 NASA公式教育プログラムとして国際宇宙ステーションとARISSスクールコンタクトを実施

## 進路
浪人生を含め、国公立大学へ80名前後、東京大学・京都大学にも毎年数名が合格し、九州大学へは毎年50名前後が合格。2018年度は、九州大学AO入試合格者を全国で最も多く輩出している。
早慶やMARCH、関関同立などの私立大学へも毎年多数の合格者を輩出している。併設校の西南学院大学への特別推薦制度があり、西南学院大学への推薦入学者も多い。
近年、海外大学への進学者も増加している。

## 部活動
- 1951年創部の高校ヨット部が全国大会常連校で、インターハイ優勝1回、国体優勝3回を誇る。1969年長崎県で開催された国体で優勝（スナイプ級 三船和馬・安藤儀幸・坂本徹）すると、地元福岡県で開催された1990年の「とびうめ国体」 で優勝（スナイプ級 角征一郎・後藤浩紀）。1994年には富山県で開催されたインターハイで優勝（FJ級デュエット 秋吉輝人・硲剛一、前田謙一・田中康夫）、1ヶ月後に愛知県で開催された「わかしゃち国体」でも優勝し（FJ級 高橋淳也・甲斐龍夫 SR級 藤村大介 ）、同年インターハイ及び国体を制した。なお、インターハイでは、1974年の男子FJ級、2002年女子FJ級、2017年男子420級で準優勝するなど、近年も強豪校である。モスクワオリンピック470級代表の三船和馬を始め、北京オリンピックで7位入賞をはたした470級代表の上野太郎など、数多くの日本を代表するセーラーを輩出している。
- 1947年創部のハンドボール部は1948年に県大会優勝、1960年にも県大会を優勝しインターハイ及び国体に出場した。2011年には51年ぶりに県大会で優勝しインターハイに出場、女子ハンドボール部も強豪で2014年、2015年と連続でインターハイに出場した。
- テニス部は1985年に全国大会で準優勝した。
- 体操部（廃部）は1954年から1974年まで21年連続でインターハイに出場した。
- バスケット部は1949年から全国高校選手権大会に7回出場し、1955年には西日本高校選手権大会で優勝した。

## 著名な出身者
政官界・法曹
- 原田義昭 中学校卒業 元衆議院議員福岡5区 自由民主党　元環境大臣
- 井上貴博 高等学校卒業 衆議院議員福岡1区 自由民主党
- 河野正美 中学校・高等学校卒業 衆議院議員比例九州ブロック日本維新の会
- 月形祐二 高等学校卒業 糸島市市長
- 山内豊徳 中学校卒業 元環境庁企画調整局長
- 田中公司 高等学校卒業 パイロット、航空自衛隊ブルーインパルス元飛行隊長、元第5航空団飛行群司令、F15墜落事故により殉職
- 八尋光秀 中学校卒業 弁護士　らい予防法違憲国家賠償訴訟弁護団代表

実業界・社会事業
- 吉田嘉明 高等学校卒業 DHC創業者、CROSS FM会長、元日本経団連評議員
- 中村哲 中学校卒業 NGOペシャワール会現地代表　医師　九州大学高等研究院特別主幹教授
- 磯俣克平 中学校・高等学校卒業　実業家、公認会計士、米国公認会計士。元デロイトトーマツ合同会社・有限責任監査法人トーマツボート副議長
- 井手隆司 高等学校卒業 元スカイマーク代表取締役会長・エアアジア・ジャパン代表取締役会長
- 田口一成 高等学校卒業 社会起業家・ボーダレス・ジャパン代表取締役社長[3]
- 大塚春彦 高等学校卒業　弁理士、日本弁理士会九州会2021副会長

文芸・学術
- 藤原智美 中学校卒業 芥川賞作家
- 田中小実昌 旧制中学校卒業 直木賞作家
- 東山彰良 高等学校卒業 直木賞作家
- 原田種夫 旧制中学校卒業　小説家、詩人
- 小野一光 高等学校卒業　ルポルタージュ・ノンフィクション作家
- 倉野憲比古 中学校卒業 推理作家
- 万乗大智 高等学校卒業 漫画家　代表作『DAN DOH!!』
- 大塚雅彦 アニメーション監督　株式会社トリガー代表取締役　『新世紀エヴァンゲリオン』演出など
- 外山恒一 中学校卒業 政治活動家、前衛芸術家　「ファシスト党・我々団」臨時総統
- 足立力也 中学校卒業 フリーライター、コスタリカ研究家
- 施光恒 中学校卒業 政治学者 九州大学教授
- 福井康太 中学校卒業 法学者 大阪大学教授

芸能・音楽・放送業界
- 陣内孝則 高等学校卒業 俳優・歌手・タレント・映画監督　大河ドラマ『独眼竜政宗』『毛利元就』『軍師官兵衛』などに出演
- 松重豊 高等学校卒業 俳優・作家　TVドラマ『孤独のグルメ』主演など
- 坂田聡 高等学校卒業 俳優（元ジョビジョバ）大河ドラマ『新選組!』出演など
- 鈴木浩介 高等学校卒業 俳優　ドラマ『癒されたい男』主演など
- 井上芳雄 高等学校卒業 ミュージカル俳優　ミュージカル「エリザベート」など
- 池松日佳瑠 高等学校卒業　ミュージカル俳優
- 汐月しゅう 中学校卒業 女優、元宝塚歌劇団星組（男役）
- 絢斗しおん 中学校卒業　宝塚歌劇団雪組（男役）
- 美玲ひな 高等学校卒業　宝塚歌劇団星組
- 桂惣兵衛 (2代目) 中学校卒業 落語家
- 福永陽一郎 中学校卒業 指揮者、編曲家、音楽評論家
- 安藤広一 高等学校中退　音楽プロデューサー
- 松尾潔 中学校卒業 音楽プロデューサー、作詞家、作曲家、小説家
- 杉真理 高等学校卒業 ミュージシャン
- スマイリー原島 高等学校卒業 ロックミュージシャン、ラジオパーソナリティ
- 伊東たけし 高等学校卒業 ミュージシャン
- 有川貞臣（中国語版） 高等学校卒業 ダンサー兼歌手、T-BOYS（ダンス甲子園出場）、TOKYO D.（中国語版）メンバー
- 百々和宏 高等学校卒業 ミュージシャン（MO'SOME TONEBENDER ボーカル）
- kiki vivi lily 高等学校卒業 シンガーソングライター
- 木村匡也 高等学校卒業 ナレーター
- 井上公造 高等学校卒業 芸能レポーター
- 大野克郎 高等学校卒業 NHKアナウンサー
- 古賀一 中学校・高等学校卒業 NHKアナウンサー
- 宮司愛海 高等学校卒業 フジテレビアナウンサー
- 谷口寿宣 高等学校卒業 熊本朝日放送アナウンサー
- 柴田恵理 高等学校卒業 元九州朝日放送アナウンサー
- 高木マーガレット 高等学校卒業 ラジオパーソナリティ、静岡放送アナウンサー時代は高木萌香または高木マーガレット萌香で活動
- 龍山康朗 中学校卒業 RKB毎日放送アナウンサー
- 伊藤友里 中学校・高等学校卒業 セントフォース所属アナウンサー
- 緒方ゆい 高等学校卒業　四国放送 (JRT) アナウンサー
- TOM G 高等学校卒業 フリー・ラジオパーソナリティ
- さくらこ 高等学校卒業 タレント、モデル、薬剤師
- 山口玲香 高等学校卒業 ローカルタレント
- 明石 昌子 高等学校卒業　モデル・タレント・ラジオパーソナリティ
- 西方沙和子 高等学校卒業 元長野放送アナウンサー、現在はフリーアナウンサー
- 戸北美月 高等学校卒業 ウェザーニュース気象キャスター[4]

スポーツ
- 中靏隆彰 中学校・高等学校卒業 ラグビーユニオン選手　サントリーサンゴリアス
- 藤井久隆 高等学校卒業　プロゴルファー
- 山本勝巳　高等学校卒業　レーシングドライバー
- 上野太郎　高等学校卒業　セーリング選手（北京五輪代表）
- 高島正義 高等学校卒業 プロ野球選手　東映フライヤーズ
- 滝口豊広 中学校卒業　プロ野球選手 大映スターズ
- 田中和基 高等学校卒業 プロ野球選手　東北楽天ゴールデンイーグルス
- 水町孝太郎 高等学校卒業　ハンドボール選手（東京五輪代表）

## 交通アクセス
最寄りの鉄道駅
- 福岡市地下鉄空港線「西新駅」より徒歩約6分

最寄りのバス停
- 西鉄バス「西南中高前」バス停より徒歩約1分

最寄りの道路
- よかトピア通り
- サザエさん通り

## 併設校
- 西南学院大学
- 西南学院小学校（西南学院中学校・高等学校の敷地内に併設）
- 舞鶴幼稚園
- 早緑子供の園（保育所）

## その他
- 旧校地は現在、西南学院大学東キャンパスとなっており、大学院棟や西南学院大学博物館が配置されている。
- 旧校地にある講堂（＝現・西南学院大学博物館）はウィリアム・メレル・ヴォーリズによる設計であり、高等学校移転後の2004年に福岡市の有形文化財に指定された。
- 百道浜の現校地は、1989年に開催されたアジア太平洋博覧会（通称：よかトピア）の入場ゲートの跡地である。
- 2006年のいわゆる高等学校必履修科目未履修問題では、問題点は一切なかった。
- 校内にはバイオミュージアムがあり、既に絶滅したと考えられているニホンカワウソをはじめ、コウノトリやオランウータン、カモノハシといった貴重な動物の剥製標本を多数所蔵している。
- 大石英司著『日中開戦1 ダブル・ハイジャック』（ISBN 9784125012995）の舞台の一つである。
- 周辺は「サザエさん」の初期の舞台となっており、『サザエさんうちあけ話』（1979）の37ページに、西南学院中学部正門前に立つ長谷川町子が描かれるなどしている。